# Луций Аней Сенека
Сенека пренасочва насам.  За други значения вижте Сенека (пояснение).
Луций Аней Сенека (на латински: Lucius Annaeus Seneca) е римски философ и писател – един от най-видните римски мислители, представител на късния стоицизъм – заключителния етап от историята на стоицизма.

## Биография
Роден е през 4 г. пр.н.е. в Кордуба, Римска империя (днес Кордоба, Испания). Произхожда от богат аристократически род – баща му е ретор, принадлежащ към съсловието на конниците. За да даде по-добро образование на децата си се преселва в Рим, където учители на младия Сенека са Сотион, Атал, които по идеи са близки на стоицизма. Безспорно най-силно е влиянието на баща му.
Твърде млад, образованият и блестящ оратор Сенека бързо добива популярност и по време на управлението на император Калигула влиза в сената. Една от речите му предизвиква такава завист у императора, че последният заповядва да го ликвидират. Спасява го една от императорските наложници, която убеждава императора, че Сенека е тежко болен и скоро ще умре.
През 41 г. по подозрения на Месалина, съпруга на Клавдий, Сенека е обвинен в прелюбодеяние с една от племенниците на императора и едва спасил се от най-тежкото наказание, е въдворен на о. Корсика. Там написва „Утешение към Хелвия“ – послание към майка си и „За краткостта на живота“ – написано в последните години от заточението му.
През 48 г. Месалина е убита и съпруга на Клавдий става Агрипина, благодарение на която се завръща в Рим, получава висша държавна длъжност и става наставник на сина ѝ Нерон. В хода на дворцовите интриги Клавдий е отровен и скиптърът поема 16-годишният Нерон. Сенека е негов съветник и автор на речите му. Започват жестокостите на Нерон, които философът оправдава; първо поддържа тезата за самоубийството на майка му, но колкото повече се множат престъпленията, толкова повече подозренията към Сенека се увеличават. Това хвърля черна сянка върху името му. Вроденото му чувство за самосъхранение го подтиква да се оттегли от двора. Прави го под предлог, че желае да се посвети на литературно-философската си дейност. Ала все по-редките му появи в двореца засилват подозренията на Нерон. Наклеветен за участие в заговор срещу императора Нерон нарежда на бившия си наставник да се самоубие. Така Сенека прерязва вените си през 65 г.

## Творчество
Сенека е автор на философски и други произведения. Голям майстор на формата – блестящ стилист – Сенека въздейства с елегантност на литературните форми и като добър познавач на Античността. Главното му и най-известно съчинение е „Нравствени писма до Луцилий“, съдържащо 124 писма, образец на римския епистоларен жанр. В него са отразени етико-философските идеи на мислителя, преживял немалко от превратностите на своето време. Писмата са адресирани до приятеля му Луцилий, който от епикурейството преминава към позициите на стоицизма. На проблемите на етиката са посветени още „За гнева“, „За милосърдието“, „За щастливия живот“, „За благодеянията“, „За снизхождението“ и др. Автор е на натурфилософското произведение „Естествено-научни въпроси“, където продължава богатата традиция на стоиците по въпросите за природата.
Автор е на девет трагедии, сред които „Медея“, „Едип“, „Агамемнон“ и др., сюжетите на които са почерпени от творбите на Есхил, Софокъл и Еврипид. В сатирата „Отиквяването на Клавдий“ обрисува иронично образа на бившия император.
Натурфилософските идеи на Сенека утвърждават пантеизма.
Основното понятие в етиката на Сенека е понятието добродетел, схващано като обща цел на всички индивиди, независимо от техния произход или съсловна принадлежност. Върху осъществяването на добродетелния живот не играят такива фактори като слава, обществено положение и други подобни. Решаващото условие за създаването на моралния човек е разумът, който трябва да господства над чувствата, страстите, нагоните и навиците. Рационализмът на Сенека е отрицание на хедонизма, цинизма и грубо материалистичната и вулгарна представа за живота.
Според Сенека, нищо не ни вдъхва увереност, че утре наистина ще имаме време да направим онова, което можем да направим днес, и поради това трябва да действаме сега и то по такъв начин, сякаш в неотложността на действието изразяваме целия смисъл на живота си.
Племенник на Сенека е известният римски епически поет Лукан.
- Самоубийството на Сенека. Илюстрация в т.нар. Нюрнбергски хроники, 1493.
- Т.нар. Псевдо-Сенека. Бюст на мъж, вероятно поет или философ, открит през 1754 г. във Вилата на папирусите в Херкуланум.
- Мраморен бюст на Сенека. Неизвестен скулптор от XVII век.
- Статуя на Сенека в Кордоба. Бронзова статуя на скулптора Амадео Руиз Олмос, 1965
- Статуя на Сенека в Кордоба (близък план)